# Condado de Pruszków
Condado de Pruszków (polaco: powiat pruszkowski) é um powiat (condado) da Polónia, na voivodia de Mazóvia. A sede do condado é a cidade de Pruszków. Estende-se por uma área de 246,31 km², com 144 418 habitantes, segundo os censos de 2005, com uma densidade 586,33 hab/km².

## Divisões admistrativas
O condado possui:
Comunas urbanas: Piastów, Pruszków
Comunas urbana-rurais: Brwinów
Comunas rurais: Michałowice, Nadarzyn, Raszyn
Cidades: Piastów, Pruszków, Brwinów

## Demografia
População (dados de 30 de Junho de 2005):
|          | Total   | Total | Mulheres | Mulheres | Homens  | Homens |
| -------- | ------- | ----- | -------- | -------- | ------- | ------ |
|          | pessoas | %     | pessoas  | %        | pessoas | %      |
| Total    | 144 418 | 100   | 76 023   | 52,6     | 68 395  | 47,4   |
| Cidades  | 90 189  | 100   | 47 931   | 53,1     | 42 258  | 46,9   |
| Povoados | 54 229  | 100   | 28 092   | 51,8     | 26 137  | 48,2   |